# أتيليه بو-واو
أتيليه بو-واو (بالإنجليزية: Atelier Bow-Wow)‏ هي شركة معمارية مقرها طوكيو، تأسست في عام 1992 من قبل يوشيهارو تسوكاموتو ومومويو كايجيما. تشتهر الشركة بهندستها المعمارية المحلية والثقافية وأبحاثها التي تستكشف الظروف الحضرية للهندسة المعمارية الدقيقة والمخصصة.